# Jota Júnior (político)
Josival de Sousa Júnior, o Jota Júnior (Campina Grande, 25 de fevereiro de 1965 – Belo Horizonte, 24 de abril de 2017), foi um radialista, jornalista e político brasileiro, ex-prefeito de Bayeux. Era filiado ao PMDB. Seu pai Américo Belarmino de Sousa faleceu no dia 6 de maio de 2007, com 78 anos, vítima de parada cardíaca.

## Biografia
Natural de Campina Grande, o radialista Josival de Souza Júnior, 52 anos, tornou-se conhecido em todo o Estado da Paraíba quando começou a apresentar o programa policial "Correio Verdade", na TV Correio, onde conseguiu visibilidade e adentrou na carreira política, sagrando-se vencedor na disputa à prefeitura de Bayeux contra a candidata a reeleição Sara Cabral (PTB), em 2004. Com carisma e um jeito próprio de convencer, foi vencedor da disputa por uma diferença de quase 10.000 votos. Jota Júnior governou a cidade de Bayeux entre 1 de janeiro de 2005 e 31 de dezembro de 2012.
Aprendeu a ler e escrever com o seu pai e ao atingir a idade escolar, foi matriculado direto na segunda série primária devido a sua desenvoltura com as letras e as operações matemáticas básicas. Com 11 anos trabalhou como ajudante na Padaria Flôr das Neves, no centro de Campina Grande. Sempre acompanhando o pai num expediente e no outro, estudava no Colégio Estadual de Bodocongó. Quando foi em 1978, com 13 anos, mudou-se com a família pra Bayeux e iniciou a procura pela sua vocação trabalhando como vendedor de material gráfico, fotógrafo e professor de datilografia. Já com 16 anos assumiu, junto com o pai, o arrendamento dos bares do Estádio O Almeidão, aproveitando a época famosa de bingos e grandes partidas de futebol.
Na época, o bairro do Aeroporto em Bayeux era pouco habitado, tendo carência de abastecimento de gás butano. Ele começou então uma venda em domicilio que lhe demandava o dia inteiro atendendo os solicitações, mas, garantia o sustento e a ajuda a família.
Em 1985, com 19 anos foi impactado com uma chamada na 93 FM que convidava pessoas anônimas para testes de locução. Depois de passar por diversas eliminatórias, se classifica a entre os finalistas. Foi dispensado após ouvir do diretor da época que ele não possuía o talento exigido para a profissão. Por meio de amigos partiu para o Sertão Paraibano. Em Cajazeiras, desenvolveu quase todas as funções que existem na radiofonia. Foi pista de transmissão esportiva, locutor de futebol, comentarista esportivo, econômico e político, repórter e operador-apresentador.
Foi convidado pela família Gadelha para assumir o comando da Rádio Jornal AM e FM em Sousa, como superintendente. Posteriormente gestou experiências como diretor geral de Programação da Rádio Uirapurú em Fortaleza, estado do Ceará. Diretor de programação da Rádio Cidade Esperança, na Paraíba. No início dos anos 90, retorna para o Sistema Correio como a primeira voz na estreia da 98 FM às 05h de todas as manhãs.
No ano de 2004, vence as eleições municipais para a prefeitura da cidade de Bayeux com 30.330 votos (57,34%) em turno único no pleito contra a reeleição de Sara Cabral.
Em 2007, em 4 de janeiro, data de aniversário do pai, morreu sua mãe Dona Genézia. Após quatro meses, em 5 de maio, morreu seu pai Américo.
Em 2008, Jota Júnior foi reeleito prefeito de Bayeux com 28.929 votos (54,90%).
Em 2013 se tornou apresentador do programa jornalístico da TV Correio, o "Cidade Alerta Paraíba", ficando até o dia 30 de maio de 2016.
Em abril de 2016, necessitou se afastar da TV por conta de um novo pulmão. Mudou-se para Fortaleza, estado do Ceará, onde começou o tratamento, mas um problema no coração ocasionou a sua volta para João Pessoa em fevereiro de 2017. Sem tratamento da doença no coração, ele não poderia ser submetido a um transplante.

## Morte
Morreu após sofrer uma parada cardíaca em Belo Horizonte em 24 de abril de 2017, durante um voo a Porto Alegre, onde continuaria o tratamento médico. Sofria de bronquiectasia. O corpo de Jota Júnior foi transladado e posteriormente velado e sepultado em Bayeux, no Cemitério Senhor da Boa Morte.
Em 25 de Abril de 2019, dois anos após sua morte, a Câmara de Vereadores de Bayeux realizou uma sessão especial em homenagem a Jota Júnior.